# Daniele Mattielig
Daniele Mattielig (Údine, 4 de março de 1980) é um futebolista italiano que defende o Pordenone.